# Baby Vertongen
Baby Vertongen is het 51e album in de stripreeks F.C. De Kampioenen naar de gelijknamige televisieserie. De strip werd getekend door Hec Leemans met medewerking van Tom Bouden. De strip werd uitgegeven door Standaard Uitgeverij en verscheen op 1 april 2008.

## Achtergrond
In de strip wordt Paulien Vertongen, het kind van Marc Vertongen en Bieke Crucke, geboren. In de televisieserie gebeurt dat in de aflevering "Een moeilijke bevalling" (seizoen 18, aflevering 13). Strip 51 ging De nies van de neus heten. Door de geboorte van Paulien, die in de tv-reeks werd verwerkt, werd De nies van de neus verplaatst naar nr. 52.

## Verhaal
De droom van Pascale, moeder van Bieke, komt eindelijk uit. Ze wordt grootmoeder. Ook de andere Kampioenen zijn zeer blij met de zwangerschap van Bieke. En er is iets met Carmen aan de hand: ze wil slanker worden, maar wordt steeds dikker. De Kampioenen komen erachter dat ze pillen van Fernand koopt. Er is duidelijk iets niet in de haak hiermee. Ondertussen gaan Pascale en Maurice de as van maman uitstrooien in de zee, maar ook dat loopt niet als gepland. En dan is daar eindelijk het grote moment: Bieke moet bevallen. Marc lijkt echter niet op tijd in het ziekenhuis te geraken. Het verloop van de geboorte van het kind is gebaseerd op het verhaal van Jezus Christus.

## Personages
- Paulien Vertongen
- Marc Vertongen
- Bieke Crucke
- Pascale De Backer
- Maurice de Praetere
- Balthasar Boma
- Inspecteur Porei
- Doortje Van Hoeck
- Pol De Tremmerie
- Xavier Waterslaeghers
- Carmen Waterslaeghers
- Fernand Costermans
- Billie Coppens
- Marie-Paule Vertongen
- Theo Vertongen
- Kolonel Vandesijpe

Zal 't gaan, ja? · Mijn gedacht! · Buziness is buziness · Vliegende dagschotels · 't Is niet waar, hé? · De dubbele dino's · Kampioen zijn is plezant! · Kampioenen op verplaatsing · Tournee Zénérale · De ontsnapping van Sinterklaas · Xavier in de puree · Het sehks-schandaal · De kampioenen maken een film · Oma Boma · De huilende hooligan · Bij Sjoeke en Sjoeke · Het geval Pascale · De simpele duif · Supermarkske · Supermarkske slaat terug · Kampioenen aan zee · Boma in de coma · De dader heeft het gedaan · De wereldkampioenen · Sergeant Carmen · Het spiedende oog · Vertongen en zoon · Man, man, man! · Stem voor mij! · Gebakken lucht · Kampioenen op wielen · De zeep-serie · Kampioenen in Afrika · Supermarkske op de bres · Agent Vertongen · De trouwpartij · Kampioenen op latten · Buffalo Boma · De vliegende reporter · De groene zwaan · Xavier gaat vreemd · De lastige kampioentjes · Boma in de wellness · De antieke antiquair · Alle hens aan dek  · Supermarkske op het slechte pad  · De schat van de Macboma's · De Jobhopper · De Kampioenen in het circus · 50 Kaarsjes... · Baby Vertongen · De nies van de neus · Don Padre Padrone · De rally van tante Eulalie · Paulientje op de dool · Miss Moeial · Carmen in het nieuw · Het geheim van de kampioentjes · De Afronaut · De erfenis van Maurice · De Kampioenen maken ambras · Oma Boma trainer · DDT doet weer mee · 20 jaar later · De Kampioenen in Pampanero · Kampioentjes verliefd · Supermarkske is weer fit · De pil van Pol · Vertongen Vampier · Fernand gaat trouwen · De verdwenen kampioenen · Xaverius De Grote · Komen vreten · Dolle Door · Hello poepa · De vinnige voetballer · Vijftig tinten paarsblauw · Dokter Jekyll en mister Vertongen · De kampioenen van de filmset · De Kampioentjes en het spookkasteel · De Kampioenen in Rio · Boma op de klippen · Op zoek naar Neroke · Supermarkske bakt ze bruin · De Corsicaanse connectie · De lotto-kampioen · DDT op het witte doek · De geniale djinn · Paniek in de Pussycat · De kampioentjes maken het bont · De malle mascotte · De pakjesoorlog · Supermarkske is weer proper · De tandartsassistente · Maurice de zwijger · Pol en Doortje gaan scheiden · Allemaal cinema! · Boma burgemeester · De nieuwe kolonel · Alles loopt in het honderd · De bucketlist van Xavier · Bibi Carmen · De kampioentjes en de kroonprins · Vrouwen aan de macht · Patatten en saucissen · De bronzen beker · Supermarkske en de 7 dwergen · De Kampioenen trappen door · De grimas van een paljas · De verjaardagstaart · Kampioenen aan het front · Boma in de val · Terug naar Splotsj · Ginette · Gespuis in huis · De knecht van tante Eulalie · De bal is rond · De strijd der titanen